# 高木村 (愛知県)
高木村（たかぎむら）は、愛知県丹羽郡にかつてあった村（町村制施行前の村）。
現在の扶桑町高木にあたる。

## 歴史
『尾張志』によると、応安年間から高木の名はあったと思われる。また、斎藤村と高木村は古くから繋がりがあり、高木も前刀族の本拠であったと推察できる。高木字桜木に白山跡があり、別名、県ノ腰（腰は越の義ではないか）といわれる祠があった。この社が県連を祭った神社とも考えられる。
前利神社の東北約30mの現在、中央道沿いの畑の中に八王子跡があるが、ここには副宮（地元の人は福の宮と言っているが、その文字は明らかでない。）と称する社があった。
熊野社の創建は明らかでないが、棟札によると文明年間以前に建てられたことが分かる。言い伝えによると、幸宮、福宮と称し、今、小字を福塚というのはここに起因しているというが、その字名の起源は明らかでない。また、北の方平塚のあたりに大きな塚があって、昔はここに馬を捨てたという。
高木村は江戸時代尾張藩領で、小牧代官所に属した。
江戸時代の高木村で特筆することは、寛文年間のキリシタン取り締まりの折、多くの人が捕らえられて名古屋へ送られ厳しい詮議の上、数十人の処刑者を出した歴史を持つということである。村内にある恵心庵の敷地からは、首に刀傷のある遺骨も掘り出されたことがあるといわれる。こすいて、多くの働き手を処刑され、以後村の機能を失うほどの状態になり、発達が遅れたという。幕末頃になってようやく、畑作農業を主体に復旧した。

## 沿革
- 1889年（明治22年）10月1日 - 斎藤村と合併し豊国村発足。
- 1906年（明治39年）10月1日 - 山名村、高雄村の一部、柏森村の一部と合併し、扶桑村発足。同日豊国村は廃止。

## 地理
『天保村絵図』を見ると、村の中央を南北に走る道路が岩倉街道で、この道路沿いに現在高木と呼んでいる本郷がある。本郷の西北にある集落が支邑の福塚で、木津用水の支線古川用水のほとりにある。当時は高木本郷より支邑の福塚の方が戸口が多かったと書かれている。1600年代後半にはすでに支郷として福塚があったとされる。村の東の小口境に入鹿新田があり、入鹿用水の支線の末端に当たる。一方、西の般若用水と古川用水に挟まれた間に午新田がある。これも木津用水と般若用水の完成後開けた新田である。『尾張国地名考』によると、米が経済の中心であった時代に、水田がなくては生活上いろいろ苦労があったことと思われる。